# کسلانقیه
کسلانقیه، روستایی از توابع بخش گل‌تپه شهرستان کبودرآهنگ در استان همدان ایران است.

## جمعیت
این روستا در دهستان گل‌تپه قرار دارد و براساس سرشماری مرکز آمار ایران در سال ۱۳۹۵، جمعیت آن ۳۱۳ نفر (۱۱۱ خانوار) بوده‌است.